# یواس‌اس استیلتو (۱۸۸۵)
یواس‌اس استیلتو (۱۸۸۵) (به انگلیسی: USS Stiletto (1885)) یک کشتی بود که طول آن 94' بود.